# كفر شبين
كفر شبين إحدى قرى مركز شبين القناطر التابع لمحافظة القليوبية بجمهورية مصر العربية.

## السكان
بلغ عدد سكان كفر شبين 31,878 نسمة، حسب الإحصاء الرسمي لعام 2006.